# Familia Manson
Secta Familia Manson este numele prin care a fost cunoscut grupul format din Charles Manson și adepții săi în California anului 1960. Grupul era format din tineri din diferite părți ale Statelor Unite ale Americii, care trăiau în comunitate în diferite părți ale zonei din Los Angeles, pentru a se stabili ulterior pe o proprietate cunoscută sub numele de Spahn Ranch, dedicându-se în primul rând accidentelor vasculare cerebrale mici, drogurilor, abstinenței și idolatriei față de liderul lor. În august 1969, membrii grupului, ca urmare a ordinelor lui Manson, au comis o serie de crime în Los Angeles, cel mai cunoscut caz fiind cel al actriței Sharon Tate. Chiar și după arestarea liderului și a ucigașilor care au urmat, grupul a continuat să apară în media pentru furt și atacuri comise, până în anii 1970.

## Membri și colaboratori
- Charles Manson: liderul și fondatorul cultului, care a fost condamnat la închisoare pe viață pentru instigarea la crimele comise de membrii săi. A murit în închisoare în 2017.
- Tex Watson: unul dintre principalii membri ai Familiei, care a fost implicat în multe dintre crimele comise de aceștia.
- Susan Atkins: a fost implicată în mai multe crime comise de aceștia. A murit în închisoare în 2009.
- Patricia Krenwinkel: a fost implicată în uciderea lui Sharon Tate și a celor patru persoane din locuința sa.
- Leslie Van Houten: a fost implicată în uciderea lui Sharon Tate și a celor patru persoane din locuința sa.
- Linda Kasabian: a fost implicată în uciderea lui Sharon Tate și a celor patru persoane din locuința sa, dar nu a participat la crimele în sine și a fost martoră la procesul celorlalți membri ai Familiei.
- Dennis Wilson: unul dintre membrii trupei The Beach Boys, care a avut o relație cu Familia Manson și a oferit ajutor financiar acestora.
- Squeaky Fromme: o altă membră notabilă a Familiei, care a încercat să-l asasineze pe președintele american Gerald Ford în 1975.
- Bobby Beausoleil: a fost implicat în uciderea lui Gary Hinman în iulie 1969.
- Clem Grogan: a fost implicat în uciderea lui Shorty Shea în august 1969.
- Catherine Share: a fost implicată în mai multe activități criminale ale grupului, inclusiv în jafuri și furturi de mașini.
- Terry Melcher: a fost un producător muzical și compozitor american, care a lucrat cu artiști celebri precum The Byrds, The Beach Boys și Doris Day. El a fost, de asemenea, unul dintre asociații notabili ai Familiei Manson.
- Phil Kaufman
- Bruce M. Davis: a fost implicat în uciderea lui Gary Hinman în iulie 1969, împreună cu Bobby Beausoleil și alți membri ai Familiei. El a fost, de asemenea, implicat în uciderea lui Donald "Shorty" Shea în august 1969, precum și în alte infracțiuni, inclusiv jafuri și furturi de mașini.
- Sandra Good cunoscută și sub numele de "Blue". Ea a fost implicată în multe activități criminale ale grupului, inclusiv în jafuri și furturi de mașini. În 1975, Good a încercat să-l asasineze pe președintele Gerald Ford și a fost condamnată la închisoare pentru această infracțiune. Ea a fost eliberată condiționat din închisoare în 1985.
- Gregg Jakobson
- George Spahn
- Paul Watkins: a fost un membru al Familiei Manson care a depus mărturie împotriva grupului în procesul lor.
- Ruth Ann Moorehouse
- Nancy Pitman cunoscută sub numele de "Brenda McCann". A fost implicată în mai multe jafuri și furturi de mașini alături de alți membri ai Familiei. Pitman a fost, de asemenea, prezentă în timpul uciderea lui Gary Hinman în iulie 1969 și a depus mărturie împotriva lui Charles Manson în procesul său.
- Kathryn Lutesinger cunoscută sub numele de "Kitty Lutesinger". A fost implicată în mai multe activități criminale ale Familiei, inclusiv în jafuri și furturi de mașini. Lutesinger a fost, de asemenea, prezentă în timpul uciderea lui Gary Hinman în iulie 1969 și a depus mărturie împotriva membrilor Familiei în procesul lor.
- Ella Jo Bailey

- Catherine Gillies s-a alăturat grupului în 1968. Ea a fost implicată în mai multe activități criminale ale Familiei, inclusiv în jafuri și furturi de mașini. Gillies a fost, de asemenea, prezentă în timpul uciderea lui Gary Hinman și a depus mărturie împotriva membrilor Familiei în procesul lor.

- Sherry Cooper a fost o fostă membră a Familiei Manson, care a depus mărturie împotriva membrilor grupului în procesul lor. Cooper a fost prezentă în timpul uciderea lui Donald "Shorty" Shea și a depus mărturie împotriva membrilor Familiei în procesul lor.

- Danny DeCarlo a fost un fost membru al Familiei Manson, care a fost implicat în activitățile criminale ale grupului. El a fost prezent în timpul uciderea lui Gary Hinman și a depus mărturie împotriva membrilor Familiei în procesul lor.

- Brooks Poston a fost un fost membru al Familiei Manson, care s-a alăturat grupului în 1968. El a fost implicat în mai multe activități criminale ale Familiei, inclusiv în jafuri și furturi de mașini. Poston a fost, de asemenea, prezent în timpul uciderea lui Gary Hinman și a depus mărturie împotriva membrilor Familiei în procesul lor.

- Barbara Hoyt a fost o fostă membră a grupului și a fost prezentă în timpul uciderea lui Gary Hinman în iulie 1969. Hoyt a depus mărturie împotriva membrilor grupului în procesul lor.
- Mary Brunner a fost una dintre primele persoane care s-au alăturat Familiei Manson. Ea a fost implicată în mai multe activități criminale ale grupului și a fost prezentă în timpul uciderea lui Gary Hinman și a Tate-LaBianca.
- Dianne Lake a fost cea mai tânără membră a grupului, având doar 14 ani când s-a alăturat Familiei. Lake a fost prezentă în timpul uciderea lui Gary Hinman și a Tate-LaBianca, dar nu a fost implicată direct în crime.
- Deirdre Shaw a fost o fostă membră a grupului și a fost prezentă în timpul uciderea lui Gary Hinman. Shaw a depus mărturie împotriva membrilor grupului în procesul lor.[1]

## Nașterea "Familiei"

### Adepții din San Francisco
După eliberarea sa din închisoare pe 22 martie 1967, Charles Manson s-a mutat la San Francisco, unde, cu ajutorul unui fost coleg din închisoare, a închiriat un apartament în Berkeley. În închisoare, jefuitorul de bănci Alvin Karpis îi învățase lui Manson să cânte la chitara. Trăind în mare parte din milă, Manson a devenit curând cunoscut cu Mary Brunner, o absolventă în vârstă de 23 de ani a Universității din Wisconsin-Madison. Brunner lucra ca asistentă de bibliotecă la Universitatea din California și Manson s-a mutat cu ea. Potrivit unei mărturii indirecte, el a reușit să o convingă să accepte ca și alte femei să locuiască cu ei. În curând, Brunner împărțea locuința cu încă optsprezece alte femei.
Manson s-a impus ca guru în cartierul Haight-Ashbury din San Francisco, care în 1967, în timpul "Verii iubirii", devenea un loc emblematic  pentru mișcarea hippie. Se crede că Manson a împrumutat o parte din filozofia sa de la Biserica Procesului Judecății Finale, care credea că la sfârșitul lumii, Satana și Iisus se vor reuni pentru a judeca omenirea. În curând, Manson a format primul dintre grupurile sale de adepți, majoritatea de sex feminin, care ulterior au fost numiți "Familia Manson" de procurorul din Los Angeles, Vincent Bugliosi, și de mass-media. Manson le-a învățat pe femeile din "Familia Manson" că sunt reîncarnarea creștinilor originali și că establishmentul poate fi comparat cu romanii. În jurul anului 1967, Manson a început să folosească pseudonimul "Charles Willis Manson".
Înainte de sfârșitul verii din 1967, Manson și câteva dintre femeile din "Familia Manson" au început să călătorească cu un autobuz școlar vechi, pe care îl adaptaseră pentru a fi confortabil, înlocuind scaunele cu covoare colorate și perne. În cele din urmă, s-au stabilit în zonele din Los Angeles, în Topanga Canyon, Malibu și Venice, de-a lungul coastei.
În 1967, Mary Brunner a rămas însărcinată cu Manson. Pe 15 aprilie 1968, ea a născut fiul lor, pe care l-au numit Valentine Michael, într-o casă abandonată din Topanga Canyon, unde locuiau. Brunner, la fel ca majoritatea membrilor "Familiei Manson", a avut mai multe pseudonime și porecle, printre care "Marioche", "Och", "Mother Mary", "Mary Manson", "Linda Dee Manson" și "Christine Marie Euchts".

### Prezentarea lui Manson
Actorul Al Lewis l-a rugat pe Manson să aibă grijă de copiii săi de câteva ori și l-a descris ca fiind "un tip de treabă când l-am cunoscut". Producătorul muzical Phil Kaufman l-a prezentat pe Manson producătorului de la Universal Studios, Gary Stromberg, care lucra la acea vreme la o adaptare cinematografică a vieții lui Iisus, plasată în America modernă. Filmul înfățișa un Iisus negru și "romani țărănoi" din sudul SUA. Stromberg a considerat că Manson a adus idei interesante despre ceea ce ar putea face Iisus într-o astfel de situație și că era potrivit pentru rol. În timpul unei întâlniri, Manson i-a cerut uneia dintre femeile sale să-i sărute picioarele, pentru a demonstra locul femeilor. Într-o altă ocazie, pe plajă, Stromberg l-a văzut pe Manson predicând împotriva unei viziuni materialiste și unul dintre ascultători l-a întrebat despre autobuzul bine mobilat. Manson i-a aruncat cheile autobuzului celui care se îndoia, iar acesta a plecat imediat cu autobuzul, în timp ce Manson privea aparent indiferent.
Potrivit lui Stromberg, Manson avea o personalitate vibrantă și era capabil să citească slăbiciunile emoționale ale unei persoane și să o manipuleze. De exemplu, Manson a încercat să îl manipuleze pe Danny DeCarlo, trezorierul clubului de motocicliști Straight Satan's, oferindu-i "acces" la femeile din "Familia Manson". Manson l-a convins pe DeCarlo că penisul lui mare a ajutat la menținerea femeilor în grup.

### Colaborarea cu Wilson, Melcher și alții

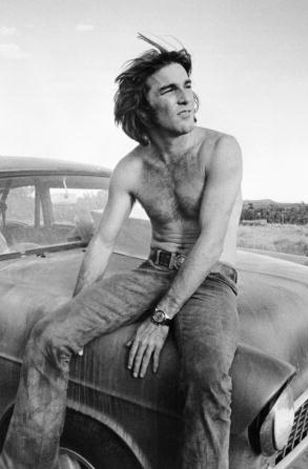
Dennis Wilson, bateristul trupei Beach Boys (1971)

În sfârșitul primăverii anului 1968, Dennis Wilson de la Beach Boys a luat-o la autostop pe Patricia Krenwinkel și Ella Jo Bailey, în timp ce se aflau sub influența alcoolului și a LSD. El le-a dus la casa sa din Pacific Palisades pentru câteva ore. În dimineața următoare, când Wilson s-a întors acasă de la o sesiune de înregistrări de noapte, a fost întâmpinat pe alee de Manson, care ieșise din casă. Wilson l-a întrebat pe străin dacă intenționa să-i facă rău. Manson l-a asigurat că nu avea o astfel de intenție și a început să-i sărute picioarele lui Wilson. În interiorul casei, Wilson a descoperit 12 străini, majoritatea femei. Conform versiunii prezentate în Manson in His Own Words, Manson l-a întâlnit pentru prima dată pe Wilson în casa unui prieten din San Francisco, unde Manson se dusese pentru a obține marijuana. Manson a susținut că Wilson i-a dat adresa sa de pe Sunset Boulevard și l-a invitat să treacă pe la el când va veni în Los Angeles. Wilson a declarat într-un articol din 1968 din Record Mirror că atunci când a pomenit de relația Beach Boys cu Maharishi Mahesh Yogi unui grup de femei ciudate, "acestea mi-au spus că și ele aveau un guru, un tip pe nume Charlie". 

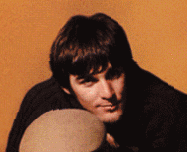
Dennis Wilson, anul 1966

În următoarele câteva luni, numărul femeilor din casa lui Dennis Wilson s-a dublat, iar el a acoperit costurile acestora, care s-au ridicat la aproximativ 100.000 de dolari. Aceste costuri includeau și o factură medicală pentru tratamentul gonoreei și 21.000 de dolari pentru distrugerea mașinii sale neasigurate, pe care a împrumutat-o. Wilson a plătit pentru timpul de studio pentru înregistrarea cântecelor scrise și interpretate de Manson și l-a introdus în cercurile sale din industria de divertisment, inclusiv Gregg Jakobson, Terry Melcher și Rudi Altobelli. Acesta din urmă deținea o casă pe care a închiriat-o actriței Sharon Tate și soțului ei, regizorul Roman Polanski. Jakobson a fost impresionat de "întregul pachet Charlie Manson" de artist, stilist de viață și filozof, și a plătit pentru a-i înregistra materialul.
Wilson a părăsit locuința închiriată când a expirat contractul de închiriere, iar proprietarul a expulzat Familia.

### Spahn Ranch
În august 1968, Charles Manson a organizat o bază pentru Familia sa la ferma Spahn Ranch, după ce proprietarul anterior, i-a expulzat. Acest teren fusese anterior un platou de filmare pentru producțiile western, însă clădirile se deterioraseră la sfârșitul anilor '60. În acel moment, principala sursă de venit a fermei era reprezentată de plimbările călare.Femeile din Familia lui Manson se ocupau cu munca în jurul fermei, îndeplinind sarcini diverse, dar executau și ordinele lui Manson de a întreține relații sexuale cu proprietarul George Spahn, un bărbat în vârstă de 80 de ani, aproape orb. În plus, femeile serveau și ca ghizi pentru Spahn. În schimb, Spahn le permitea lui Manson și grupului său să locuiască pe proprietatea sa fără plată.

## Întâlnirea cu Sharon Tate
La 23 martie 1969: 228-233 Manson a intrat pe proprietatea din 10050 Cielo Drive, pe care o știa ca fiind reședința lui Melcher, unde nu fusese invitat.

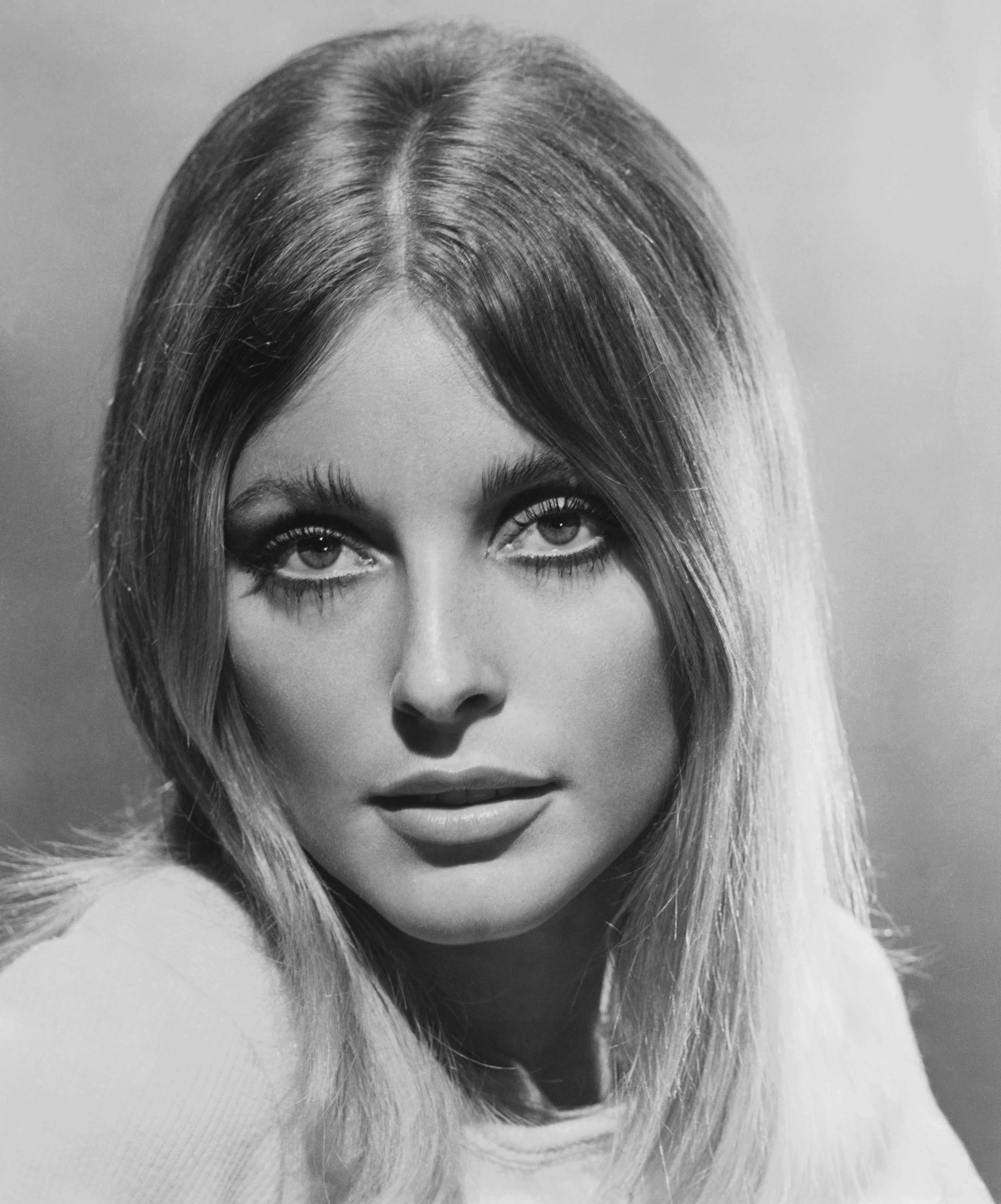
Sharon Tate în 1967

În timp ce se apropia de casa principală, Manson a fost întâmpinat de Shahrokh Hatami, un fotograf iranian care se împrietenise cu Polanski și Tate în timpul realizării documentarului Mia and Roman. Hatami se afla acolo pentru a fotografia Tate înainte ca aceasta să plece la Roma a doua zi. Văzându-l pe Manson apropiindu-se, Hatami s-a dus pe veranda din față pentru a-l întreba ce dorește, Manson a spus că îl căuta pe cineva al cărui nume Hatami. Hatami, îngrijorat de străin, a coborât pe aleea din față pentru a-l sfătui pe Manson să încerce "aleea din spate", prin care se referea la drumul spre casa de oaspeți de dincolo de casa principală.
În cele din urmă, Manson a ajuns în fața casei de oaspeți și a pătruns înăuntru fără să spună un cuvânt. Însă, Hatami și Tate au rămas pe verandă. După o scurtă perioadă de timp, Manson s-a întors în fața casei principale și a plecat fără să spună nimic în plus. 
În aceeași seară, Manson s-a întors pe proprietate și a mers din nou la casa de oaspeți. A intrat pe veranda închisă și a discutat cu Altobelli, proprietarul, care tocmai ieșise de la duș. Manson a întrebat de Melcher.  Altobelli i-a spus lui Manson prin ușă că Melcher se mutase în Malibu și că nu-i știa adresa exactă (în ciuda faptului că o cunoștea). Altobelli, care lucra în domeniul divertismentului, îl întâlnise pe Manson cu puțin timp înainte la casa lui Wilson și era convins că Manson știa deja acest lucru. La acea întâlnire, i-a făcut unele complimente limitate lui Manson pentru înregistrările sale muzicale. Altobelli i-a spus lui Manson că pleacă din țară a doua zi și că va fi plecat pentru mai mult de un an. Manson i-a cerut să vorbească cu el la întoarcere, iar Altobelli a fost de acord. Manson a spus că a fost îndrumat către casa de oaspeți de către persoanele din casa principală; Altobelli i-a cerut lui Manson să nu-i deranjeze pe chiriașii săi.
În ziua următoare, Altobelli și Tate au zburat împreună la Roma. Tate l-a întrebat dacă "tipul acela cu aspect înfiorător" se dusese să-l vadă la casa de oaspeți cu o zi înainte.

## Crime

### Omorul lui Bernard Crowe
Tex Watson s-a implicat în traficul de droguri și a jefuit un traficant de droguri pe nume Bernard "Lotsapoppa" Crowe. Crowe a amenințat că îi va ucide pe toți cei de la Spahn Ranch. Ca răspuns, Charles Manson l-a împușcat pe Crowe la 1 iulie 1969, în apartamentul său din Hollywood. Convingerea lui Manson că el l-a ucis pe Crowe a fost confirmată aparent de o știre despre descoperirea trupului aruncat al unui membru Black Panther în Los Angeles. Deși Crowe nu era membru al Black Panthers, Manson a concluzionat că acesta a fost și aștepta răzbunare din partea Panthers. El a transformat Spahn Ranch într-un tabără defensivă, stabilind patrule de noapte cu paznici înarmați. Manson a adus membri ai clubului de motocicliști Straight Satans pentru a asigura paza. În același timp, Bobby Beausoleil a început să se implice mai mult pe lângă Familie.

### Omorul lui Hinman
Gary Allen Hinman era un profesor de muzică și student de doctorat la UCLA. La un moment dat, în ultimii ani ai deceniului al șaselea, a devenit prieten cu membri ai Familiei Manson, permițându-le unora să stea din când în când la el acasă. Conform unor persoane, inclusiv a membrei a Familiei Susan Atkins, Manson credea că Hinman era bogat. El a trimis membrii Familiei Bobby Beausoleil, Mary Brunner și Atkins la casa lui Hinman pe 25 iulie 1969 pentru a-l convinge să se alăture Familiei și să le predea averea pe care Manson credea că Hinman o moștenise. Cei trei l-au ținut pe Hinman ostatic timp de două zile, în timp ce acesta a nega că are bani. Între timp, a sosit Manson cu o sabie și i-a tăiat fața și urechea. După aceea, Beausoleil l-a înjunghiat pe Hinman până la moarte, se presupune că la indicațiile lui Manson. Înainte de a părăsi reședința din Topanga Canyon, Beausoleil sau una dintre femei a folosit sângele lui Hinman pentru a scrie "Political piggy" pe perete și a desena o lăbuță de panteră, un simbol al Black Panthers.
Potrivit lui Manson și Beausoleil în interviuri acordate în reviste din 1981 și 1998-1999, Beausoleil a declarat că s-a dus la Hinman pentru a recăpăta banii plătiți lui Hinman pentru mescalina furnizată celor de la Straight Satans care ar fi fost rea. Beausoleil a adăugat că Brunner și Atkins, fără să știe de intenția sa, au mers împreună cu el pentru a-l vizita pe Hinman. Atkins, în autobiografia sa din 1977, a scris că Manson le-a ordonat lui Beausoleil, Brunner și ei să meargă la Hinman și să încaseze presupusa moștenire de 21.000 de dolari. Ea a spus că, cu două zile mai devreme, Manson îi spusese în privat că, dacă vrea să "facă ceva important", ar putea să-l ucidă pe Hinman și să obțină banii.
Beausoleil a fost arestat pe 6 august 1969, după ce a fost prins conducând mașina lui Hinman. Poliția a găsit arma crimei în compartimentul pentru roți.

### Asasinarea lui Tate, Sebring, Folger, Frykowski și Parent

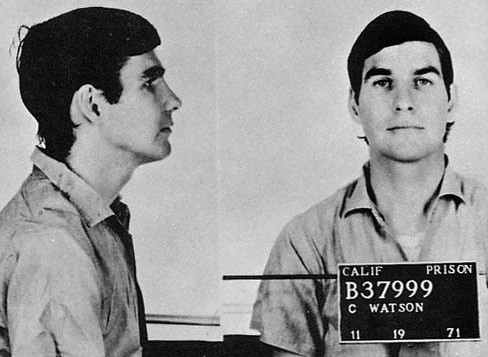
Fotografia de identificare a lui Charles "Tex" Watson (1971)

În noaptea de 8 august 1969, Charles Manson a dat ordin lui Tex Watson să conducă trei dintre membrii Familiei - Susan Atkins, Linda Kasabian și Patricia Krenwinkel - la fosta reședință a lui Terry Melcher, situată la adresa 10050 Cielo Drive din Los Angeles. Conform relatării lui Watson, Manson le-a spus să ucidă pe toți cei aflați acolo. Casa fusese recent închiriată de actrița Sharon Tate și soțul ei, regizorul Roman Polanski, care se afla în Europa la acea vreme, lucrând la filmul "Ziua delfinului". Manson a dat instrucțiuni celor trei femei să execute ordinele date de Watson.
Membrii Familiei au trecut la uciderea celor cinci persoane pe care le-au găsit în locuință: Sharon Tate (însărcinată în opt luni și jumătate), care locuia acolo în acel moment; Jay Sebring, Abigail Folger și Wojtek Frykowski, care o vizitau; și Steven Parent, care fusese în vizită la îngrijitorul casei. Atkins a scris "porc" cu sângele lui Tate pe ușa din față când au plecat.  Aceste crime au provocat un val de șoc și indignare la nivel național.

### Asasinarea lui Leno și Rosemary LaBianca
În noaptea de 9 august 1969, șapte membri ai familiei: Leslie Van Houten, Steve "Clem" Grogan, Charles Manson și cei patru din noaptea precedentă, au mers cu mașina la casa lui Leno și Rosemary LaBianca. Watson a declarat că, după ce s-a dus acolo singur, Manson s-a întors pentru a-l lua cu el în casă. După ce Manson le-a arătat prin fereastră un bărbat care dormea în sufragerie, cei doi bărbați au intrat în casă pe ușa din spate care nu era încuiată. Watson a legat cuplul și le-a acoperit capul cu niște fețe de pernă. Manson a plecat, trimițându-i pe Krenwinkel și Van Houten în casă.
Watson le-a trimis pe femei în dormitorul în care Rosemary fusese legată. Apoi a început să-l înjunghie pe Leno cu o baionetă în sufragerie.Mergând în dormitor, Watson a descoperit-o pe Rosemary în timp ce lovea cu o lampă în femeile familiei. A înjunghiat-o cu baioneta și s-a întors în sufragerie pentru a relua să îl agreseze pe Leno, pe care l-a înjunghiat de 12 ori.
Krenwinkel a folosit sângele familiei LaBianca pentru a scrie "Rise" și "Moarte porcilor" pe pereți, și "Healter Skelter" pe ușa frigiderului.

### Suspiciuni de alte crime
Pe lângă cele nouă capete de acuzare de crimă pentru care Charles Manson și adepții săi au fost condamnați, există și suspiciuni cu privire la alte crime brutale care ar fi putut fi comise de Familia Manson. Potrivit poliției din Los Angeles, există cel puțin douăsprezece alte victime care ar putea fi legate de membrii acestei grupări. Fostul detectiv al Diviziei de jafuri și omucideri din cadrul LAPD, Cliff Shepard, a afirmat că Manson a recunoscut că ar fi ucis multe alte persoane, iar procurorul Stephen Kay a declarat că Manson i-ar fi spus unui coleg de celulă că ar fi responsabil pentru 35 de crime.
Debra Tate, sora mai mică a lui Sharon Tate, a sugerat că numărul de victime ale lui Manson este mult mai mare decât se credea inițial și a dezvăluit că Manson i-a trimis o hartă batjocoritoare cu cruci pe ea, care ar fi trebuit să indice locul unde se aflau cadavre îngropate. Acest lucru a dus la mai multe săpături în Barker Ranch, ferma lui Manson, dar nu s-a găsit niciun cadavru.
În plus, există alte crime și omoruri pe care presa le-a legat de Familia Manson, cum ar fi uciderea lui Gary Hinman și a lui Donald "Shorty" Shea, precum și alte cazuri de omor ciudate și brutale care par să aibă legătură cu această grupare. Prin urmare, este posibil ca numărul de victime ale lui Manson și ale Familiei sale să fie mult mai mare decât se credea inițial.
Urmează câteva dintre celelalte crime și omoruri care au fost prezentate în mass-media ca fiind comise de familia Manson:
- Pe 13 octombrie 1968, Nancy Warren, în vârstă de 64 de ani, și Clyda Dulaney, în vârstă de 24 de ani, au fost găsite moarte în magazinul de antichități deținut de Warren, în apropiere de Ukiah, California. Clyda era însărcinată în opt luni și era soția unui ofițer de poliție rutieră. Ambele femei fuseseră bătute și strangulate cu șnururi de piele.[25] După arestarea membrilor Familiei Manson, aceștia au devenit suspecți în acest caz, deoarece autoritățile știau că gruparea se aflase în zonă în momentul comiterii crimelor. De asemenea, știau că în timpul dublului asasinat al lui Warren și Dulaney au fost folosite șnururi de piele, la fel ca în cazul crimelor LaBianca. Manson era cunoscut că purta un șnur de piele similar cu cel folosit pentru a-i lega mâinile lui Leno LaBianca. Cu toate acestea, niciun membru al Familiei nu a fost acuzat de aceste crime și nu s-a făcut nicio arestare în acest caz.
- Marina Elizabeth Habe, în vârstă de 17 ani, a fost ucisă la 30 decembrie 1968 în Los Angeles,[26] în timp ce se afla în vacanță acolo. Era studentă la Universitatea din Hawaii. Potrivit raportului de autopsie, corpul ei a fost găsit complet îmbrăcat, cu excepția unui pantof care era lângă ea. Gâtul îi fusese tăiat, primise numeroase înjunghieri în piept și avea multiple contuzii la nivelul feței și al gâtului. Nu s-au găsit alcool sau barbiturice în sângele ei și nu existau dovezi de viol. Marina Habe a fost răpită în fața casei mamei sale din West Hollywood, pe strada Cynthia Avenue, un cartier care fusese locul mai multor violuri în săptămânile dinaintea uciderii sale. Un fost asociat al Familiei Manson a afirmat că membrii acesteia ar fi cunoscut-o pe Marina și s-a presupus că ea a fost una dintre victimele lor. Medicul legist din comitatul Los Angeles, Thomas Noguchi, a declarat că adolescenta a sângerat până la moarte.[27] Cu toate acestea, niciun membru al Familiei Manson nu a fost acuzat sau condamnat pentru această crimă.
- La 27 mai 1969, Darwin Morell Scott, unchiul lui Manson și fratele tatălui său, a fost găsit înjunghiat în mod brutal în apartamentul său din Ashland, Kentucky. Corpul său era prins de podeaua bucătăriei cu un cuțit de măcelar și fusese înjunghiat de 19 ori. După arestarea lui Manson, s-a raportat că locuitorii din zonă au afirmat că au văzut un bărbat care semăna cu Manson și care folosea pseudonimul "Preacher". Manson era eliberat condiționat în California la momentul crimei, dar crima a avut loc când Manson nu mai avea contact cu ofițerii săi de eliberare condiționată.[28] Cu toate acestea, Manson nu a fost niciodată acuzat sau condamnat pentru această crimă, iar legătura sa cu aceasta este încă subiect de dezbatere și cercetare.
- Mark Walts, în vârstă de 16 ani, era o cunoștință a membrilor Familiei Manson și se întâlnea uneori cu aceștia la ferma Spahn Ranch. Pe 17 iulie 1969, el a făcut autostopul până la Santa Monica Pier pentru a merge la pescuit. Undița sa de pescuit a fost găsită abandonată pe chei, iar cadavrul său a fost găsit a doua zi lângă Mulholland Drive. Avea fața bătută cu brutalitate și fusese împușcat de trei ori în piept.  Deși Familia Manson a fost "șocată" de uciderea lui Walts, fratele său era convins că Manson era responsabil de moartea sa și chiar l-a sunat pentru a-l acuza direct de crimă. Departamentul șerifului din Los Angeles a investigat ferma Spahn Ranch în legătură cu uciderea lui Walts, dar nu s-a găsit nicio legătură și crima nu a fost niciodată rezolvată.[29] Cu toate acestea, există speculații că membrii Familiei ar fi putut fi implicați în uciderea lui Walts.
- John Philip "Zero" Haught, în vârstă de 22 de ani, era originar din Ohio, care se mutase în California și l-a întâlnit pe Manson în vara anului 1969. S-a alăturat Familiei Manson și a făcut parte din grupul care a fost arestat în raidul din octombrie al clanului pentru crimele de la Tate-LaBianca; Manson îl suspecta că era informator. La 5 noiembrie 1969, Haught se afla împreună cu unii membri ai Familiei - inclusiv cu Bruce M. Davis, care fusese implicat în uciderea lui Donald Shea la ordinul lui Manson cu două luni înainte. Potrivit tuturor celorlalți membri ai Familiei prezenți, Haught a găsit pe neașteptate o armă în cameră, a luat-o și s-a împușcat imediat în timp ce încerca să joace un joc de ruletă rusească. Cu toate acestea, potrivit cărții lui Jeff Guinn, Manson, când poliția a investigat moartea, a descoperit că arma, în loc să aibă zero gloanțe și un cartuș uzat, conținea în schimb șapte gloanțe și un cartuș uzat.  Cu toate acestea, poliția a concluzionat că Haught se sinucisese și nu a existat nicio anchetă suplimentară în legătură cu moartea sa. Un martor care a fost prezent în momentul morții lui Haught a declarat că a intrat în cameră și a găsit o adeptă a lui Manson cu arma în mână.[30]
- James Sharp, în vârstă de 15 ani, și Doreen Gaul, în vârstă de 19 ani, au fost găsiți înjunghiați mortal pe o alee din Los Angeles la 7 noiembrie 1969. Poliția a remarcat asemănările dintre aceste crime și cele din cazul crimelor Tate-LaBianca,[31] iar ambii tineri erau implicați într-un grup desprins din scientologie numit Biserica Procesului Judecății Finale, cunoscută și sub numele de Biserica Procesului. În primele zile petrecute în închisoare, Manson a fost interesat de scientologie, iar multe dintre ideologiile sale au fost preluate de la Process Church. Gaul a fost presupusă a fi o fostă iubită a lui Bruce M. Davis, membru al familiei Manson, care a fost și el cândva scientolog și care a locuit în același complex de locuințe cu Gaul, dar el a negat că o cunoaște într-un interviu acordat poliției în anii 1970. Un alt bărbat a mărturisit că i-a ucis pe cei doi în timpul unui jaf, dar nu a fost niciodată acuzat și a murit între timp. Crima nu a fost niciodată rezolvată.
- Reet Jurvetson, în vârstă de 19 ani, a fost găsită înjunghiată mortal la 16 noiembrie 1969 și a fost identificată în decembrie 2015. Ea s-a născut în Suedia și a crescut în Canada, apoi s-a mutat în California, unde a fost ucisă. Corpul ei a fost găsit cu peste o sută cincizeci de lovituri de cuțit înjunghiat cu un briceag în gât și în partea superioară a corpului, iar ea murise cu una sau două zile înainte. Poliția crede că ucigașul ei a fost, probabil, cineva pe care îl cunoștea, pe baza nivelului de omucidere. Se știe că Reet a plecat de la casa ei din Toronto, Canada, pentru a se întâlni cu un bărbat pe nume "Jean" sau "John" în California, iar la câteva săptămâni după sosirea ei, a contactat familia afirmând că era fericită în America. Charles Manson a negat orice implicare în uciderea ei. Detectivii au observat asemănări între metoda de ucidere a lui Jurvetson și a lui John Habe, care și-a pierdut viața în mod similar, dar nu s-a stabilit o legătură fermă între cele două crime. Crima nu a fost niciodată rezolvată.
- Joel Pugh, în vârstă de 29 de ani, a fost găsit mort în hotelul Talgarth din Londra, Anglia, la 1 decembrie 1969. Îi fuseseră tăiate încheieturile mâinilor, iar gâtul îi fusese tăiat de două ori. Autoritățile britanice au catalogat moartea ca fiind o sinucidere provocată de droguri, dar unii susțin că Pugh ar fi fost ucis, deoarece nu avea niciun motiv să se sinucidă. Pugh era un membru al Familiei Manson și era căsătorit cu un alt membru al Familiei, Sandra Good, cu care avea un fiu. Manson nu-l plăcea pe Pugh și era nefericit că Sandy era cu el, conform unor surse. Moartea lui Pugh a avut loc în momentul în care mai mulți membri ai familiei Manson erau arestați pentru crimele Tate-LaBianca. Un alt adept al lui Manson, Bruce M. Davis, se afla în Londra în momentul în care Pugh a murit. Cu toate acestea, nu există dovezi clare care să sugereze că Davis ar fi avut vreo implicare în moartea lui Pugh.
- Ronald Hughes, un avocat american care a reprezentat-o pe Leslie Van Houten, membră a Familiei Manson, a dispărut în timpul unei excursii cu cortul în timpul unei pauze de zece zile din procesul de crimă Tate-LaBianca, în noiembrie 1970. Cadavrul său a fost găsit în martie 1971, în ziua în care au fost pronunțate verdictele care recomandau pedeapsa cu moartea pentru patru membri ai Familiei Manson. Corpul lui Hughes, în stare avansată de descompunere, fusese găsit prins între doi bolovani în Ventura County. Chiar dacă nu a fost niciodată dovedit, s-a zvonit că Hughes a fost ucis de Familia Manson, posibil pentru că îi ținuse piept lui Manson și a refuzat să-i permită lui Van Houten să vină la bară și să-l absolve pe Manson de crime. Avocatul Stephen Kay a declarat că Manson l-a disprețuit deschis pe Hughes în timpul procesului și că ultimul lucru pe care Manson i l-a spus a fost că nu vrea să-l mai vadă în sala de judecată. Membră a Familiei, Sandra Good, a declarat că Hughes a fost "prima dintre crimele din răzbunare".[2] Cu toate acestea, există și posibilitatea ca Hughes să fi pierit în timpul inundațiilor.
- La 8 noiembrie 1972, cadavrul lui James L.T. Willett, un veteran de luptă din Vietnam, în vârstă de 26 de ani, a fost găsit împușcat și îngropat prost în apropiere de Guerneville, California. Mașina sa de serviciu a fost găsită în fața unei case din Stockton, unde locuiau mai mulți membri ai Familiei Manson, printre care Priscilla Cooper, Lynette "Squeaky" Fromme și Nancy Pitman. Poliția a intrat cu forța în casă și a arestat mai multe dintre persoanele aflate acolo, împreună cu Fromme. Cadavrul soției lui James Willett, Lauren "Reni" Chavelle Olmstead Willett,[32] în vârstă de 19 ani, a fost găsit îngropat în subsol, fiind ucisă foarte recent de o împușcătură în cap, în ceea ce membrii Familiei au susținut inițial că a fost un accident. Ulterior s-a sugerat că a fost ucisă de teamă că ar fi dezvăluit cine i-a ucis soțul, deoarece descoperirea cadavrului acestuia devenise o știre proeminentă. Fiica cea mică a soților Willetts a fost găsită în viață în casă. Michael Monfort a pledat vinovat de uciderea lui Reni Willett, iar Priscilla Cooper, James Craig și Nancy Pitman au pledat vinovați ca și complici după comiterea faptei. Monfort și William Goucher au pledat ulterior vinovați pentru uciderea lui James Willett, iar James Craig a pledat vinovat ca și complice după comiterea faptei. Grupul locuia în casă cu familia Willetts în timp ce comitea diverse jafuri.
- Laurence Merrick a fost un regizor de film și autor american, cunoscut mai ales pentru că a regizat împreună cu Robert Hendrickson documentarul Manson, nominalizat la Oscar în 1973. Sharon Tate, una dintre victimele crimelor lui Manson, a fost o fostă studentă la Academia de Arte Dramatice a lui Merrick.  La 26 ianuarie 1977, Merrick a fost împușcat în spate și ucis de un bărbat înarmat în parcarea școlii sale de actorie. Crima a rămas nerezolvată timp de peste patru ani, până în octombrie 1981, când Dennis Mignano, un actor și cântăreț în devenire șomer, cu un lung istoric de probleme psihiatrice și o posibilă relație anterioară cu clanul Manson, a mărturisit poliției. La procesul care a urmat, Mignano a fost găsit nevinovat pe motiv de nebunie și internat într-un spital de boli mintale. Acesta a susținut că a dat o audiție la școala lui Merrick și că, în timpul audiției, i-au fost aruncate vrăji de magie neagră care au contribuit ulterior la problemele sale psihiatrice.
- La șase luni după uciderea lui Laurence Merrick, sora lui Dennis Mignano, Michele Mignano, o dansatoare topless în vârstă de 21 de ani, a fost și ea ucisă. Cadavrul ei a fost găsit pe 13 iunie 1977, la 350 de metri în tunelul căii ferate Western Pacific din Niles Canyon. Autoritățile au considerat că moartea ei a fost o "crimă de tip execuție", ea murind prin exsangvinare din cauza multiplelor răni prin împușcare. Lângă cadavrul ei au fost găsite mai multe cartușe de glonț. Deși nu avea pantofi, era complet îmbrăcată și purta bijuterii, astfel încât agresiunea sexuală și jaful au fost excluse ca motive. Cu toate acestea, crima ei nu a fost niciodată rezolvată.

### Motivație și ipoteze alternative

#### Vince Bugliosi (Helter Skelter)
În noiembrie 1968, Familia lui Manson se stabilise în împrejurimile Văii Morții, la fermele Myers și Barker, prima fiind deținută de bunica unui membru al Familiei numit Catherine Gillies.
Conform relatărilor lui Charles Watson și Paul Watkins, Manson și Watson au vizitat o cunoștință care a pus la ascultare un album al trupei Beatles. Manson a devenit obsedat de grup și a spus că melodiile lor au prezis totul în cod. Potrivit lui Watkins, Manson a prezis că tensiunile rasiale dintre negri și albi vor izbucni și că americanii de culoare se vor răscula în rebeliune.
Conform lui Watkins, până în februarie, Familia a planificat să creeze un album ale cărui cântece să declanșeze haosul prezis. Asasinatele albilor de către negri vor fi întâmpinate cu represalii, iar o scindare între albii rasiști și cei ne-rasiști ar duce la autoanihilarea albilor. Mike McGann, un anchetator al poliției din Los Angeles în cazul crimelor din Tate-LaBianca, a afirmat mai târziu: "Tot ce scrie în cartea lui Vince Bugliosi (Helter Skelter) este greșit. Eu am fost investigatorul principal în acest caz. Bugliosi nu l-a rezolvat. Nimeni nu avea încredere în el"

#### Imitație
Potrivit membrilor Familiei, precum Susan Atkins, Patricia Krenwinkel, Leslie Van Houten, Bobby Beausoleil și alții, arestarea lui Beausoleil pentru torturarea și uciderea lui Gary Hinman a fost catalizatorul pentru seria de crime care a urmat în cadrul Familiei. Aceștia au vrut să convingă poliția că ucigașul sau ucigașii lui Hinman erau încă în libertate. Interviurile lui Truman Capote cu Beausoleil și cel realizat de Ann Louise Bardach în noiembrie 1981 au afirmat această versiune.
Detectivul de poliție Charlie Guenther, care a investigat crimele, a declarat despre Beausoleil: "A sunat la ferma [Spahn] după ce a fost arestat. Singurul motiv al acelor crime a fost acela de a-l scoate pe Bobby din închisoare." Co-procurorul lui Bugliosi, Aaron Stovitz, a declarat că el crede că motivul crimelor Tate-LaBianca a fost ca și crimele copiate după Hinman.

#### Droguri
Există și alte teorii cu privire la motivul crimelor. Unele surse sugerează că motivul ar fi fost legat de traficul de droguri al lui Jay Sebring și Voytek Frykowski și de legătura acestora cu Charles Watson și Manson, precum și de o afacere proastă cu droguri. Jim Markham, protejatul lui Sebring, crede că crimele au fost un răspuns la o afacere proastă cu droguri din ziua precedentă, în care Manson a mers la casa lui Tate pentru a le vinde marijuana și cocaină lui Sebring și Frykowski. În schimb, cei doi bărbați l-au atacat și l-au bătut.
Într-un interviu cu poliția, prietenul lui Frykowski, Witold Kaczanowski, a declarat că Frykowski a fost implicat cu mulți infractori și în comerțul cu droguri. În interviul acordat mai târziu lui Truman Capote, Bobby Beausoleil a declarat că "au ars oameni în afaceri cu droguri. Sharon Tate și banda aia."
Ed Sanders și Paul Krassner au descoperit informații conform cărora Joel Rostau, prietenul secretarei lui Sebring, le livrase mescalină și cocaină lui Sebring și Frykowski la casa lui Tate cu câteva ore înainte de crime. În timpul procesului Manson, Rostau și alți asociați ai lui Sebring au fost uciși.

## Ancheta și procesul

### Investigarea
Asasinarea familiei Tate a devenit știre națională pe 9 august 1969. Femeia de serviciu a lui Polanski, Winifred Chapman, a descoperit scena crimei când a ajuns la muncă în dimineața aceea. Pe 10 august, detectivii Departamentului Șerifului din comitatul Los Angeles, care avea jurisdicție în cazul Hinman, i-au informat pe detectivii Departamentului de Poliție din Los Angeles (LAPD) desemnați pentru cazul Tate despre scrierile sângeroase de la casa lui Hinman. Potrivit lui Vincent Bugliosi, pentru că detectivii credeau că crimele de la Tate erau consecința unei tranzacții cu droguri, echipa Tate a ignorat inițial această și alte dovezi ale similitudinii dintre crime. Autopsiile de la Tate erau în curs de desfășurare înainte ca trupurile LaBianca să fie descoperite.
În timpul autopsiilor de la Tate, detectivii care lucrau la cazul Gary Hinman au observat similitudini în armele folosite, în plagile de cuțit și în scrierile cu sânge de pe pereți. De asemenea, au crezut că cazul are ceva de-a face cu narcoticele. Au prezentat informațiile detectivilor care lucrau la crimele de la Tate. Potrivit detectivului Charlie Guenther, „Vince [Bugliosi] nu a vrut să aibă de-a face cu cazul Hinman. Hinman era un caz insignifiant. Vince nu a vrut să-l urmărească.”
Steven Parent, unul dintre cei patru oameni uciși în dimineața zilei de 9 august 1969, pe aleea Tate/Polanski, a fost, conform investigațiilor ulterioare, o cunoștință a lui William Garretson, îngrijitorul casei de oaspeți unde locuia. Garretson fusese angajat de Rudi Altobelli pentru a avea grijă de proprietate în timpul absenței acestuia și era la fața locului în momentul atacului. Parent a fost întâlnit de ucigași în timp ce pleca de la casa lui Garretson.
Garretson a fost reținut pentru o perioadă scurtă de timp ca suspect, dar a declarat poliției că nu a auzit și nici nu a văzut nimic în noaptea crimelor și a fost eliberat după ce a trecut cu succes un test poligraf.
LaBianca a fost găsit mort în casa sa, la aproximativ 19 ore după comiterea crimelor din aleea Tate/Polanski. Descoperirea a fost făcută de fiul său vitreg, Frank Struthers, care s-a întors acasă după o excursie și a observat jaluzelele trase și barca rapidă a tatălui său încă atașată de mașină. El și prietenul său au intrat în casă, unde au descoperit cadavrul lui Leno și au alertat poliția. După sosirea autorităților, a fost descoperit și cadavrul lui Rosemary.
La 12 august 1969, poliția din Los Angeles a exclus orice legătură între omuciderile de la aleea Tate/Polanski și cele de la casa LaBianca. La 16 august, biroul șerifului a făcut un raid la Spahn Ranch, locul unde trăiau Charles Manson și alți membri ai familiei sale. Manson și alți 25 de suspecți au fost arestați pentru presupuse furturi de mașini, dar au fost eliberați câteva zile mai târziu din cauza unei erori de procedură în ceea ce privește mandatul de percheziție.
Într-un raport de la sfârșitul lunii august, detectivii de la LaBianca au remarcat o posibilă legătură între scrierile însângerate din casa LaBianca și "cel mai recent album al grupului de cântăreți The Beatles. 

### Capturarea
Continuând investigația, echipa LaBianca a descoperit, în mijlocul lunii octombrie, informații cu privire la posibile crime similare cu cele investigate de echipa Tate. Aceștia au aflat de cazul Hinman și au aflat că detectivii care lucrau la cazul Hinman vorbiseră cu prietena lui Beausoleil, Kitty Lutesinger, care fusese arestată cu câteva zile mai devreme împreună cu membri ai grupului "Familia Manson". Arestările au avut loc în fermele din deșert în care membrii Familiei se mutaseră și, fără ca autoritățile să știe, aceștia cercetaseră Valea Morții în căutarea unei găuri în pământ, pe care o considerau a fi Groapa fără fund.
În cele din urmă, o forță comună formată din Rangeri ai Serviciului Parcurilor Naționale și ofițeri de la Patrula Autostrăzilor din California și de la Biroul Șerifului din comitatul Inyo a efectuat un raid atât la fermele Myers, cât și la ferma Barker, după ce a urmărit urmele lăsate de membrii Familiei atunci când au incendiat un utilaj de terasament deținut de Monumentul Național din Valea Morții. Raidul a condus la descoperirea unor dune buggy-uri și alte vehicule furate și arestarea a douăzeci și patru de persoane, printre care se număra și Charles Manson. În timpul arestării, un ofițer al Highway Patrol l-a găsit pe Manson ascuns într-un dulap sub chiuveta din baia lui Barker, iar ofițerii nu aveau habar că aceștia erau implicați în crimele din Los Angeles.
Echipa LaBianca a continuat să urmărească piste în căutarea de informații despre omorurile din zona Tate/LaBianca, lucrând independent de echipa Tate. În mijlocul lunii octombrie, au contactat membrii unei bande de motocicliști pe care Manson încercase să-i recruteze ca gărzi de corp în timp ce Familia se afla la Spahn Ranch. Aceștia au furnizat informații care sugerau o legătură între Manson și acele crime oribile. În timp ce ancheta se desfășura, o altă sursă de informații a apărut în persoana unei colege de cameră a lui Susan Atkins, care a informat poliția din Los Angeles despre implicarea Familiei în aceste crime.
Atkins a fost reținută pentru crima lui Hinman după ce a recunoscut că a fost implicată în această crimă, și i-a informat pe detectivii șerifului despre aceasta. Ea a fost transferată la Institutul Sybil Brand, un centru de detenție din Monterey Park, California, unde a început să povestească colegelor de cameră Ronnie Howard și Virginia Graham despre evenimentele în care a fost implicată.

### Arestarea

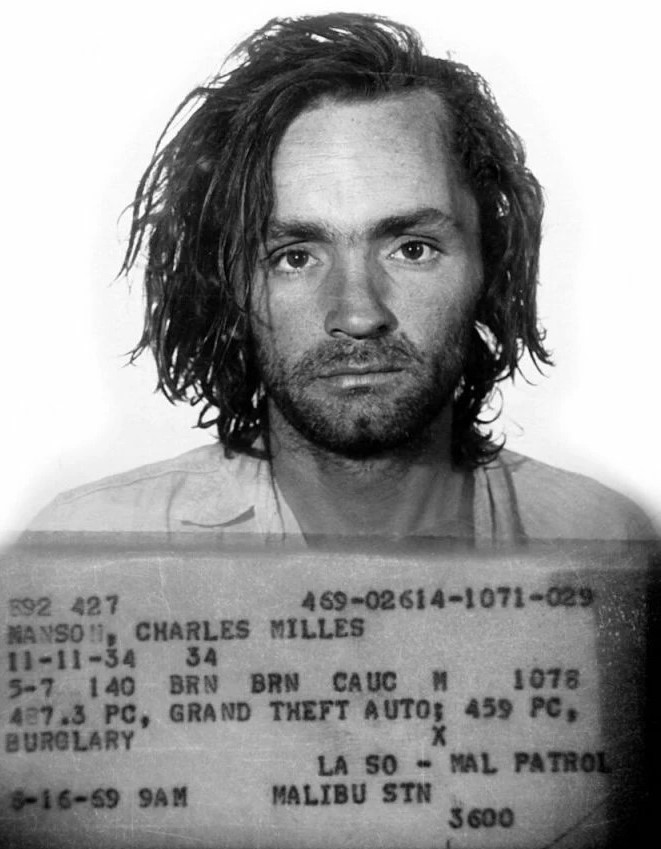
Poza de identificare a lui Manson făcută de șeriful districtului la 16 august 1969. A fost arestat sub suspiciunea de furt de mașini. Aceste acuzații au fost ulterior retrase din cauza unui mandat de arestare datat greșit.

La data de 1 decembrie 1969, poliția din Los Angeles a emis mandate de arestare pentru Susan Atkins, Patricia Krenwinkel și Charles Watson în legătură cu cazul crimelor de la casa lui Tate și menționând, de asemenea, implicarea lor în crimele LaBianca. În acea perioadă, Manson și Atkins erau deja în custodie, iar legătura dintre cazul LaBianca și Leslie Van Houten, care se afla și ea printre suspecți, nu a fost încă recunoscută. Watson și Krenwinkel se aflau deja în arest în McKinney, Texas și Mobile, Alabama, iar Kasabian s-a predat de bunăvoie autorităților din Concord, New Hampshire, în urma unei notificări din partea LAPD. 
Într-un timp scurt, s-au ivit dovezi fizice concludente, inclusiv amprentele lui Krenwinkel și Watson, adunate de LAPD la Cielo Drive Fotografiile de la locul crimei, au fost completate cu probe recuperate de public. Pe 1 septembrie 1969, revolverul de calibrul 22 Hi Standard "Buntline Special", folosit de Watson împotriva lui Parent, Sebring și Frykowski, a fost găsit și predat poliției de către Steven Weiss, un băiat de zece ani care locuia în apropierea reședinței Tate. În decembrie, Los Angeles Times a publicat o relatare detaliată a crimei, bazată pe informațiile furnizate de Susan Atkins avocatului ei. Ca urmare, tatăl lui Weiss a făcut a făcut numeroase apeluri telefonice care au determinat în cele din urmă poliția din Los Angeles să localizeze arma în dosarul de probe și să o lege de crime prin teste balistice.
În plus, acționând în conformitate cu aceeași relatare din ziar, o echipă de televiziune locală ABC a localizat și recuperat rapid hainele însângerate aruncate de ucigașii Tate. Cu toate acestea, cuțitele aruncate pe drum de la reședința Tate nu au fost niciodată recuperate, în ciuda eforturilor depuse de unii dintre membrii aceleiași echipe și, ulterior, de către poliția din Los Angeles, câteva luni mai târziu. În schimb, un cuțit găsit în spatele pernei unui scaun din sufrageria familiei Tate ar fi fost identificat ca fiind al lui Susan Atkins, care și-ar fi pierdut cuțitul în timpul atacului.

### Procesul
Procesul a început la 15 iunie 1970[9]: 297-300. Principalul martor al acuzării a fost Kasabian, care, împreună cu Manson, Atkins și Krenwinkel, fusese acuzat de șapte capete de acuzare de crimă și unul de asociere pentru crimă. Deoarece Kasabian, după toate mărturiile, nu participase la crime, i s-a acordat imunitate în schimbul unei mărturii care detalia nopțile crimelor. Inițial, se ajunsese la o înțelegere cu Atkins, prin care acuzarea era de acord să nu solicite pedeapsa cu moartea împotriva ei în schimbul mărturiei sale în fața marelui juriu, pe baza căreia au fost asigurate acuzațiile; odată ce Atkins a renegat această mărturie, înțelegerea a fost retrasă. Deoarece Van Houten a fost implicată doar în crimele comise împotriva familiei LaBianca, ea a fost acuzată de două capete de acuzare de crimă și unul de asociere pentru crimă. 
La început, judecătorul William Keene a fost reticent să acorde permisiunea lui Manson de a acționa ca avocat propriu. Însă, din cauza comportamentului său, care a inclus încălcarea unui ordin de tăcere și depunerea unor moțiuni "ciudate" și "fără sens" înainte de proces, permisiunea a fost revocată înainte de începerea procesului. Manson a depus o declarație sub jurământ de prejudiciu împotriva lui Keene, iar acesta a fost înlocuit de judecătorul Charles Older. În prima zi de mărturii, vineri, 24 iulie, Manson a apărut în instanță cu un X gravat pe frunte. Într-o declarație ulterioară, el a susținut că a fost "considerat inadecvat și incompetent să vorbească sau să se apere [pe sine]" și că semnul de pe frunte a fost o modalitate de a se "scoate cu X din lumea [instituției]". În următorul weekend, inculpații de sex feminin au copiat semnul pe propriile frunți, la fel ca majoritatea membrilor Familiei, timp de aproximativ o zi. Mai târziu, Manson a sculptat X-ul într-o svastică. 
Conform acuzării, motivul principal al lui Manson a fost declanșarea "Helter Skelter", o referință la albumul alb însângerat găsit la locul crimei, "helter skelter", scris de Susan Atkins. Acest lucru a fost legat de mărturiile care indicau că Manson a prezis că crimele pe care negrii le vor comite la începutul Helter Skelter vor implica scrierea de "porci" pe pereți cu sângele victimelor. În schimb, inculpații au susținut că scrisul cu sânge pe pereți a fost o copie a celor de la scena crimei lui Hinman, și nu a fost legat de un război rasial apocaliptic .
Conform lui Bugliosi, Manson i-a ordonat lui Kasabian să ascundă un portofel luat de la locul crimei în toaleta femeilor dintr-o benzinărie aproape de un cartier de negri. Cu toate acestea, după cum a subliniat ulterior coprocurorul Stephen Kay, portofelul a fost de fapt lăsat la aproximativ 30 de kilometri distanță, într-un cartier predominant alb, Sylmar. 
În timpul procesului, membrii Familiei Manson au rămas în apropierea intrării și coridoarelor tribunalului. Pentru a-i ține departe de sala de judecată, acuzarea i-a citat ca martori potențiali, astfel încât erau nevoiți să rămână în afara sălii în timp ce alții depuneau mărturie[9]: 309. Pe trotuar, acești membri poartă cuțite de vânătoare în teacă, care, deși erau la vedere, erau purtate legal. Fiecare membru era în mod clar identificabil prin semnul X de pe frunte.
Unii membri ai Familiei Manson au încercat să descurajeze martorii să depună mărturie. Martorii acuzării, Paul Watkins și Juan Flynn, au fost amenințați. Watkins a fost ars puternic într-un incendiu suspect în furgoneta sa. 
Fosta membră a Familiei, Barbara Hoyt, care o auzise pe Susan Atkins descriind crimele Tate lui Ruth Ann Moorehouse, membră a Familiei, acceptase să o însoțească pe aceasta din urmă în Hawaii. Acolo, Moorehouse i-ar fi dat un hamburger înțesat cu mai multe doze de LSD. Găsită întinsă pe o bordură din Honolulu, într-o semi-stupoare drogată, Hoyt a fost dusă la spital, unde a făcut tot posibilul să se prezinte ca martoră în procesul crimei Tate-LaBianca. Înainte de incident, Hoyt fusese un martor mai puțin dispus să depună mărturie; după încercarea de a o reduce la tăcere, reticența ei a dispărut.
Pe 4 august, în ciuda măsurilor de precauție luate de instanță, Manson a arătat juriului o primă pagină a Los Angeles Times, al cărei titlu era "Manson vinovat, declară Nixon". Aceasta era o referire la o declarație făcută în ziua precedentă de președintele american Richard Nixon, care a denunțat ceea ce el considera a fi o glorificare a lui Manson de către mass-media. Întrebat de judecătorul Charles Older, jurații au susținut că titlul nu i-a influențat. În ziua următoare, inculpatele s-au ridicat și au spus la unison că, în lumina remarcii lui Nixon, nu avea rost să continue procesul .
Pe 5 octombrie, lui Manson i s-a refuzat permisiunea instanței de a interoga un martor al acuzării pe care avocații apărării refuzaseră să-l interogheze. Sărind peste masa apărării, Manson a încercat să-l atace pe judecător. A fost trântit la pământ de către executorii judecătorești și scos din sala de judecată împreună cu femeile acuzate, care ulterior s-au ridicat și au început să cânte în latină . După acest incident, judecătorul Charles Older a început să poarte un revolver sub robă.

#### Apararea
La 16 noiembrie, acuzarea și-a încheiat procedura. Trei zile mai târziu, apărarea a uimit instanța prin faptul că s-a retras și ea, fără a chema nici măcar un martor, după ce a susținut moțiunile standard de respingere. Atkins, Krenwinkel și Van Houten și-au cerut dreptul de a depune mărturie, strigându-și dezaprobarea .
În camera de consiliu, avocații femeilor i-au spus judecătorului că clientele lor doreau să depună mărturie că ele plănuiseră și comiseseră crimele și că Manson nu fusese implicat . Avocații apărării au încercat să împiedice acest lucru și au pus în restanță cazul. Avocatul lui Van Houten, Ronald Hughes, a declarat cu vehemență că nu va "împinge un client pe fereastră". În opinia procurorului, Manson a fost cel care le-a sfătuit pe femei să depună mărturie în acest fel ca mijloc de a se salva .
Krenwinkel a declarat într-un documentar din 1987 că întreaga procedură a fost scenarizată de către Manson.
A doua zi, Manson a depus mărturie. Juriul a fost scos din sala de judecată. Potrivit lui Vincent Bugliosi, aceasta a fost pentru a se asigura că adresa lui Manson nu încalcă decizia Curții Supreme din California în cauza Poporul vs. Aranda, făcând declarații care îi implicau pe co-inculpații săi. Cu toate acestea, Bugliosi a susținut că Manson și-ar fi folosit puterile hipnotice pentru a influența în mod nedrept juriul. Vorbind timp de mai bine de o oră, Manson a spus, printre altele, că "muzica le spune tinerilor să se ridice împotriva establishmentului". El a mai spus: "De ce să dai vina pe mine? Nu eu am scris muzica". "Ca să fiu sincer cu voi", a mai declarat Manson, "nu-mi amintesc să fi spus vreodată "Ia un cuțit și un schimb de haine și du-te și fă ce spune Tex". 
În timp ce se încheia procesul și cu argumentele finale iminente, avocatul apărării Hughes a dispărut în timpul unei excursii de weekend. Când Maxwell Keith a fost desemnat să-l reprezinte pe Van Houten în absența lui Hughes, a fost necesară o întârziere de peste două săptămâni pentru a-i permite lui Keith să se familiarizeze cu voluminoasele transcrieri ale procesului. Imediat după ce procesul a fost reluat, chiar înainte de Crăciun, întreruperile aduse de inculpați la pledoaria finală a acuzării l-au determinat pe Older să le interzică celor patru inculpați accesul în sala de judecată pentru tot restul fazei de vinovăție. Este posibil ca acest lucru să se fi întâmplat deoarece inculpații acționau în conivență unii cu alții și pur și simplu dădeau spectacol, lucru care, potrivit lui Older, devenea evident.

#### Faza condamnării și a pedepsei
La data de 25 ianuarie 1971, juriul a pronunțat verdictul de vinovăție împotriva celor patru inculpați, fiecare fiind acuzat pentru cele 27 de capete de acuzare. În apropierea fazei de pedeapsă a procesului, jurații au avut ocazia să ia la cunoștință apărarea pe care Manson - conform acuzării - o plănuise să o prezinte. Atkins, Krenwinkel și Van Houten au depus mărturie că crimele comise au fost concepute ca versiuni "imitatoare" ale crimei Hinman, pentru care Atkins și-a asumat responsabilitatea. Aceștia au susținut că scopul lor a fost să distragă suspiciunile de la Bobby Beausoleil, prin asemănarea cu crima pentru care fusese încarcerat. Conform presupunerilor, acest plan ar fi fost pus în aplicare sub îndrumarea unei persoane care se presupune că era îndrăgostită de Beausoleil - Linda Kasabian. Printre punctele slabe ale narațiunii se numără incapacitatea lui Atkins de a explica de ce, așa cum susținea, scrisese în primul rând "porcul politic" la casa Hinman.
În mijlocul procesului de condamnare, Manson a decis să-și radă capul și să-și tundă barba într-un stil neobișnuit, declarând ulterior presei: "Eu sunt Diavolul, iar Diavolul are întotdeauna capul chel". Această acțiune a fost interpretată de acuzare ca o recunoaștere târzie a influenței puternice pe care Manson o avea asupra celor implicați în crime. Cu toate acestea, inculpatele au ales să nu își urmeze liderul și să își radă capul, până când jurații s-au retras pentru a lua în considerare cererea statului de a condamna la moarte cei patru acuzați.
Încercarea de a-l exonera pe Manson prin intermediul scenariului "de imitare" a eșuat. La data de 29 martie 1971, juriul a pronunțat verdictul de condamnare la moarte împotriva tuturor celor patru inculpați, pentru toate capetele de acuzare. La data de 19 aprilie 1971, judecătorul Older i-a condamnat la moarte pe toți cei patru inculpați.

## Evenimente ulterioare

### Anii 1970-1980
Watson s-a întors în McKinney, Texas, după crimele Tate-LaBianca. A fost arestat în Texas la 30 noiembrie 1969, după ce poliția locală a fost anunțată de către investigatorii californieni că amprentele sale se potrivesc cu o amprentă găsită pe ușa din fața casei Tate. Watson s-a luptat cu extrădarea în California suficient de mult timp pentru a nu fi inclus printre cei trei inculpați judecați împreună cu Manson. Procesul a început în august 1971; în octombrie, și el a fost găsit vinovat pentru șapte capete de acuzare de crimă și unul de complicitate. Spre deosebire de ceilalți, Watson a prezentat o apărare psihiatrică; procurorul Vincent Bugliosi nu a făcut decât o scurtă trecere în revistă afirmațiile lui Watson privind nebunia. La fel ca și co-conspiratorii săi, Watson a fost condamnat la moarte.
În luna februarie a anului 1972, sentințele de condamnare la moarte ale tuturor celor cinci inculpați au fost automat reduse la închisoare pe viață, datorită cazului Poporul v. Anderson, în care Curtea Supremă din California a abolit pedeapsa cu moartea în acest stat. După ce s-a întors în închisoare, retorica și discursurile de tip hippie ale lui Manson au avut puțină influență. Deși a obținut o aprobare temporară din partea Frăției Ariene, rolul său a fost unul de supunere față de un membru agresiv din punct de vedere sexual al grupului deținuților de la San Quentin.
Înainte de încheierea procesului Tate-LaBianca al lui Manson, un reporter de la Los Angeles Times a reușit să o găsească pe mama lui Manson, care se recăsătorise și locuia în nord-vestul Pacificului. Fosta Kathleen Maddox a declarat că în copilărie fiul ei nu a suferit nicio formă de neglijare, ci dimpotrivă a fost "răsfățat de toate femeile care îl înconjurau".

#### Asasinarea lui Shea

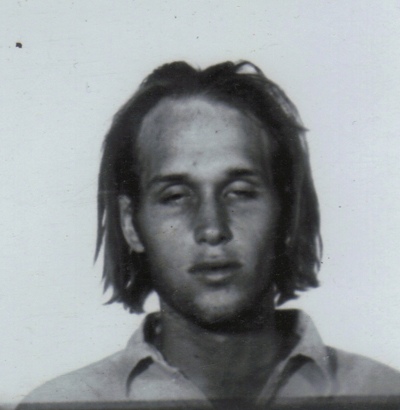
Steve "Clem" Grogan într-o fotografie de identificare (1969)

În 1971, Charles Manson a fost găsit vinovat de uciderea lui Gary Hinman și Donald "Shorty" Shea, într-un proces care a avut loc după condamnarea sa la Tate-LaBianca. Shea era un cascador și călăreț la Spahn Ranch, unde Manson și Familia sa locuiau. La aproximativ zece zile după un raid al șerifului din 16 august 1969 la fermă, Shea a fost ucis. 
Se crede că Manson a bănuit că Shea a ajutat la organizarea raidului și că încerca să îl determine pe proprietarul fermei să îi alunge pe membrii Familiei. De asemenea, există posibilitatea ca Manson să fi considerat un "păcat" faptul că Shea s-a căsătorit cu o femeie de culoare. În plus, se crede că Shea ar fi putut fi la curent cu crimele Tate-LaBianca.
Membrii Familiei, Bruce Davis și Steve "Clem" Grogan, au fost, de asemenea, găsiți vinovați în procese separate pentru uciderea lui Shea.
În 1977, autoritățile au descoperit rămășițele lui Shorty Shea, contrazicând afirmațiile Familiei că trupul său a fost dezmembrat și îngropat în mai multe locuri. Grogan a dezvăluit locul exact unde a fost îngropat trupul lui Shea și a fost primul dintre cei condamnați pentru crimele ordonate de Manson care a fost eliberat condiționat, în 1985.

#### Revenirea in atenție
Pe 5 septembrie 1975, Squeaky Fromme, membră a Familiei Manson, a încercat să asasineze președintele american Gerald Ford, fapt care a adus din nou grupul în atenția publicului. Tentativa a avut loc în Sacramento, unde Fromme și Sandra Good, o altă adeptă a lui Manson, locuiau pentru a fi aproape de Manson, care era încarcerat la închisoarea de stat Folsom. După percheziționarea apartamentului în care locuiau, au fost găsite dovezi care au dus la condamnarea lui Good pentru complot în vederea trimiterii de comunicări amenințătoare prin intermediul serviciului poștal al Statelor Unite. Amenințările vizau directori de corporații și oficiali guvernamentali americani în legătură cu presupuse neglijențe de mediu din partea acestora. Fromme a fost condamnată la închisoare pe viață, devenind prima persoană condamnată în temeiul Codului Statelor Unite care a transformat în infracțiune federală tentativa de asasinare a președintelui Statelor Unite.
În decembrie 1987, Fromme, care ispășea o condamnare pe viață pentru tentativa de asasinat, a evadat pentru scurt timp din închisoarea  federală Alderson din Virginia de Vest. Ea a încercat să ajungă la Manson după ce a auzit că acesta avea cancer testicular, dar a fost capturată după câteva zile. Fromme a fost eliberată condiționat de la Centrul Medical Federal, Carswell, la 14 august 2009.

### 1980-prezent
Într-o conversație cu procurorul Vincent Bugliosi din 1994, Catherine Share, o fostă adeptă a lui Manson, a dezvăluit că mărturia sa în faza de pedeapsă a procesului lui Manson a fost o invenție menită să-l salveze pe Manson de la camera de gazare și că a fost dată la indicația explicită a lui Manson. Mărturia lui Share a inclus povestea cu motivul imitatorului, pe care mărturiile celor trei femei acuzate o reluau și conform căreia crimele de la Tate-LaBianca fuseseră ideea Lindei Kasabian. Share a sugerat într-un segment din emisiunea Hard Copy din 1997 că mărturia sa a fost dată sub amenințarea lui Manson cu violență fizică. După procesul și condamnarea lui Manson, Share a participat la un jaf violent într-un magazin de vânzare cu amănuntul din California, în august 1971. Scopul jafului era achiziționarea de arme pentru a ajuta la eliberarea lui Manson.
În ianuarie 1996, un site web dedicat lui Manson a fost înființat de către un adept recent al lui Manson, George Stimson, care a fost ajutat de Sandra Good. Good a fost eliberată din închisoare în 1985, după ce a executat 10 ani din pedeapsa de 15 ani pentru amenințări cu moartea.
Într-un interviu acordat revistei Seconds în 1998-1999, Bobby Beausoleil a negat că Manson i-ar fi dat ordin să-l ucidă pe Gary Hinman. El a declarat că Manson a venit la casa lui Hinman și l-a tăiat cu o sabie, un lucru pe care îl negase anterior într-un interviu acordat în 1981 revistei Oui. Beausoleil a spus că, atunci când a citit despre crimele Tate în ziar, nu a avut nicio idee despre cine ar putea fi autorul, dar avea o mică premoniție că grupul lui Manson ar putea avea legătură cu acestea. În interviul acordat revistei Oui, el declarase că știa cine le făcuse, fiind destul de sigur.
Într-o emisiune difuzată pe E! pe 25 iulie 1999, William Garretson, fostul îngrijitor de la 10050 Cielo Drive, a indicat că a văzut și a auzit o parte din crimele Tate din locul în care se afla în casa de oaspeți a proprietății. Aceasta a coroborat rezultatele neoficiale ale examenului poligraf care îi fusese administrat lui Garretson la 10 august 1969 și care îl eliminase ca suspect. Ofițerul LAPD care a efectuat examinarea a concluzionat că Garretson era "curat" în ceea ce privește participarea la crime, dar "tulbure" în ceea ce privește faptul că ar fi auzit ceva.
La începutul anului 2008, s-a anunțat că Susan Atkins suferea de cancer la creier. O cerere de eliberare din motive de compasiune, bazată pe starea ei de sănătate, a fost respinsă în iulie 2008, iar la 2 septembrie 2009 i s-a refuzat eliberarea condiționată pentru a 18-a și ultima oară. La 24 septembrie 2009, Atkins a murit din cauze naturale la centrul pentru femei din California Centrală din Chowchilla.
Într-un segment din emisiunea Most Evil difuzată în ianuarie 2008 pe Discovery Channel, Barbara Hoyt a declarat că nu a însoțit-o pe Ruth Ann Moorehouse în Hawaii doar pentru a evita să depună mărturie la procesul lui Manson, cum se credea anterior. Hoyt a spus că a cooperat cu Familia pentru că încerca să îi împiedice să îi ucidă familia. Ea a declarat că, în momentul procesului, era amenințată constant, iar Familia îi spunea că familia ei va muri și că crimele s-ar putea repeta la ea acasă.
La 15 martie 2008, Associated Press a raportat că anchetatorii criminaliști au efectuat o căutare de rămășițe umane la Barker Ranch în luna precedentă. Urmărind zvonurile de lungă durată conform cărora Familia ar fi ucis auto-stopiști, persoane care au fugit de acasă și care au intrat pe cercul său în timpul petrecut la Barker, anchetatorii au identificat două posibile morminte clandestine și un alt loc care ar fi meritat investigat în continuare. Deși au recomandat săpături, CNN a raportat la 28 martie că șeriful din comitatul Inyo a pus la îndoială metodele folosite de anchetatori cu ajutorul câinilor de căutare și a ordonat teste suplimentare înainte de orice excavare. După o întârziere cauzată de deteriorarea echipamentului de testare, șeriful a anunțat pe 9 mai că rezultatele testelor nu au fost concludente și că "săpăturile exploratorii" vor începe pe 20 mai. Între timp, Charles "Tex" Watson a declarat public că "nimeni nu a fost ucis" în tabăra din deșert în timpul lunii și jumătate în care a stat acolo după crimele Tate-LaBianca. Pe 21 mai, după două zile de muncă, șeriful a pus capăt căutărilor; patru posibile morminte au fost săpate și s-a constatat că nu conțineau rămășițe umane.
În iulie 2009, când se apropia cea de-a 40-a aniversare a crimelor de la Tate-LaBianca, revista Los Angeles a publicat o "istorie orală" în care foști membri ai familiei, ofițeri de poliție și alte persoane implicate în activitatea lui Manson, arestări și procese și-au amintit și comentat evenimentele care l-au făcut celebru pe Manson. În articol, Juan Flynn, un muncitor de la Spahn Ranch care a devenit asociat cu Manson și cu Familia, a declarat că Manson a scăpat de toate: "Oamenii vor spune: "Este în închisoare". Dar Charlie este exact acolo unde vrea să fie."
În septembrie 2009, History Channel a difuzat o docudramă care a abordat activitățile Familiei și crimele, ca parte a reportajului cu ocazia celei de-a 40-a aniversări a crimelor. Programul a inclus un interviu în profunzime cu Linda Kasabian, care a vorbit în public pentru prima dată de la o apariție în 1989 la A Current Affair, o revistă de știri a televiziunii americane. De asemenea, în programul History Channel au fost incluse interviuri cu Vincent Bugliosi, Catherine Share și Debra Tate, sora lui Sharon.